# Qualitat de convincent
Un argument és convincent si i només si la veritat de les premisses fa probable la veritat de la conclusió (v.gr., l'argument és  fort ) i les premisses de l'argument són, de fet, veritables. La "qualitat de convincent" pot ser considerada l'anàloga dins l'entorn de la lògica inductiva a la "solidesa" entorn de la lògica deductiva. A tall d'exemple, considerem el següent:
Sense mirar, Lauren extreu 100 boles d'una bossa. 95 són vermelles. Per tant, la següent bola que tregui serà vermella.
La veritat de les premisses, certament, faria probable la veritat de la conclusió. Per tant, aquest argument és fort. Si les premisses són veritables, l'argument és convincent.

## "Probable"
No hi ha un estàndard fixat sobre quina ha de ser la probabilitat d'un argument per a qualificar-lo de "probable". De la mateixa manera que es pot parlar de diversos graus de probabilitat, es poden considerar diferents graus de "qualitat de convincent". El grau de "qualitat de convincent", per tant, s'estableix en funció del grau de probabilitat. En l'exemple anterior, el fet que Lauren extragués una bola -la 96 - i aquesta resultés ser vermella faria més probable la conclusió, i en conseqüència més fort l'argument. Cal indicar que aquesta característica de la "qualitat de convincent" no és anàloga a la de validesa, pròpia de la lògica deductiva, ja que en aquesta només s'accepta que un argument sigui vàlid, o bé invàlid, sense intermedis.

## Unbon argument
Perquè un argument pugui considerar-se un bon argument, cal que aquest sigui sòlid o convincent. Però aquestes no són qualitats suficients per a ser-ho. Per exemple, un argument circular pot ser sòlid, però certament no és un bon argument. De manera similar, un argument convincent pot tanmateix cometre una petició de principi. Perquè un argument sigui bo les seves premisses han de satisfer condicions addicionals, com que siguin rellevants tant per al context de l'argumentació com per a la conclusió de l'argument.